# Egnasia vicaria
Egnasia vicaria är en fjärilsart som beskrevs av Walker 1866. Egnasia vicaria ingår i släktet Egnasia och familjen nattflyn. Inga underarter finns listade i Catalogue of Life.